# Курчо (Напуљ)
Курчо је насеље у Италији у округу Напуљ, региону Кампанија.
Према процени из 2011. у насељу је живело 243 становника. Насеље се налази на надморској висини од 29 м.